# 6835 Молфіно
6835 Молфіно (6835 Molfino) — астероїд головного поясу, відкритий 30 квітня 1994 року.
Тіссеранів параметр щодо Юпітера — 3,386.